# ショート シーランド
ショート シーランド
ショート シーランドのデモ機 G-AIVX、1953年7月25日 英海軍航空隊 ストレットン基地にて
- 用途：旅客機
- 分類：水陸両用飛行艇
- 設計者：C T P・リップスコム（C T P Lipscomb）
- 製造者：ショート・ブラザーズ
- 運用者：インド海軍、ユーゴスラビア空軍
シェル石油、アライアンス教団
- 初飛行：1948年1月22日
- 生産数：25機
- 運用開始：1950年12月31日

ショート SA.6 シーランド（Short SA.6 Sealand）は、水面/滑走路の双方で運用できるように設計された5-7座の小型の民間向け水陸両用機である。本機は河川、湖、湾及び滑走路からの離水/陸が可能であった。本機は1名の操縦士だけでも操縦士と航法士の2名での運用ができ、インド海軍やその他ボルネオ、東ベンガル、ノルウェー、ベネズエラといった世界各国で使用された。
SA.6 シーランド Iと延長された主翼、深い方向舵を持ち艇体が強化されたSB.7 シーランド IIIという2つの型が生産された。
SB.2 シーランド IIは2番目の試作機として計画されたが完成せずにG-AKLMからG-AKLPまでの最初の4機の前量産型となった。

## 設計
シーランドは片持ち式高翼単葉の全金属製飛行艇で両翼下にフロートと尾輪式降着装置を備えていた。2つの主車輪は主翼下に位置する艇体の窪みに、尾輪は艇体の後ろ下面に引き込まれた。

## 運用の歴史

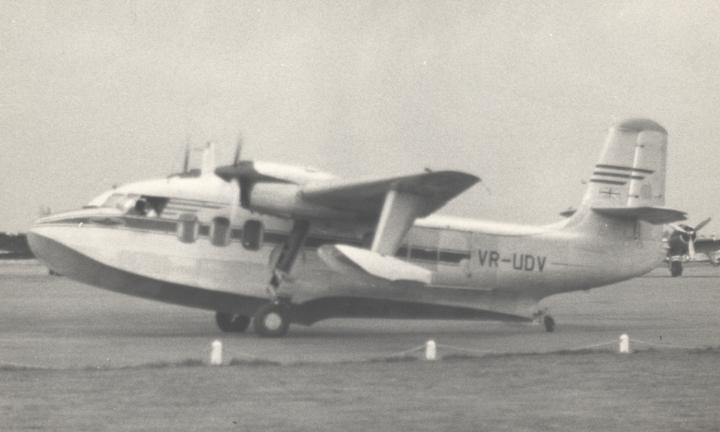
シェル石油のショート SA.6 シーランド VR-UDV、1954年9月ブラックブッシェにて

シーランドの試作機は1948年1月19日に完成し、その3日後にショート社の主任テストパイロットのハロルド・パイパー（Harold Piper）の操縦でベルファスト・ロッホの水面から飛行した。4機の前量産型が製造され、その内の1機はショート社のデモンストレーション機として残された。（最終的にはノルウェーでの販売ツアーの途上で霧の中で墜落し、両操縦士と販売代理店長が死亡した）その他の3機はノルウェーとボルネオの国外の運航事業者に販売された。更に10機のシーランドが製造され様々な小規模運航会社に販売されたが、その中にはエジプトの顧客向けに"空のヨット"として豪華装備を備えたナディア（Nadia）と命名された機体（G-AKLW, 後に SU-AHY）が含まれていた。.
1952年にインド海軍は、複式操縦装置の取り付け、燃料搭載量の増加、エンジン性能の向上を図った10機のシーランドを発注した。10機全ては1953年の1月から10月にかけて納入された。インド海軍の最後のシーランドは12年後に退役し、1機はインド国立航空博物館に展示されている。
現存する2機目はベオグラードにある航空博物館にある機体で、元々はG-AKLFとして登録されたといわれている。しかしこの登録記号はシーランドに割り当てられたことはなくユーゴスラビア国内でYU-CFKの登録記号を付けていたともいわれていることからするとこの機体は実はショート社の製造番号SH.1567、G-AKLS機である。
現存する3機目はG-AKLW（元々は上記で触れた裕福なエジプトの顧客が購入した）であり、2008年現在北アイルランド、ホリーウッドのカルトローにあるアルスター民族/輸送博物館で修復されている。
ショート社は試作初号機（G-AIVX）を社有機として手元に残し、しばしばペイロードを増加させるために翼下のフロートや支柱を外して使用した。 この機体は最終的に1955年4月に耐空証明期間が過ぎると廃棄処分にされた。

## 運用

### 民間運用
東ベンガル
- East Bengal Transport Commission

 イギリス
- シェル石油
- ショート・ブラザーズ

 アメリカ合衆国
- アライアンス教団

### 軍事運用
インド
- インド海軍

 ヨルダン
- ヨルダン空軍

 ユーゴスラビア
- ユーゴスラビア空軍

## 要目
(シーランド I) Data from Barnes and James 1989, Jackson
- 乗員：1又は2名
- 搭載量：5-7名
- 全長：12.86 m (42 ft 2 in)
- 全幅：17.99 m (59 ft 0 in) [7]
- 全高：4.57 m (15 ft 0 in)
- 翼面積：32.8 m² (353 ft²)[8]
- 空虚重量：3,190 kg (7,007 lb)
- 最大離陸重量：4,130 kg (9,100 lb)
- エンジン：2 × デ・ハビランド ジプシー・クイーン 70-3 空冷倒立 直列エンジン、340 hp (254 kW)
- 最大速度：300 km/h (187 mph, 162 knots)
- 巡航速度：282 km/h (175 mph, 152 knots)
- 巡航高度：6,280 m (20,600 ft)
- 上昇率：4.5 m/s (880 ft/min)